# Фельдбергер-Зеенландшафт
Фельдбергер-Зеенландшафт (нім. Feldberger Seenlandschaft) — громада в Німеччині, розташована в землі Мекленбург-Передня Померанія. Входить до складу району Мекленбургіше-Зеенплатте.
Площа — 199,57 км2. Населення становить 4444 ос. (станом на 31 грудня 2020).